# Raillimont
Raillimont település Franciaországban, Aisne megyében. Lakosainak száma 89 fő (2022. január 1.). Raillimont Rouvroy-sur-Serre, Rozoy-sur-Serre, Fraillicourt, Rocquigny és Vaux-lès-Rubigny községekkel határos.

## Népesség
A település népességének változása:
| Lakosok száma | 85   | 83   | 86   | 84   | 78   | 76   | 79   | 82   | 85   | 89   |
|               | 1968 | 1982 | 1990 | 2006 | 2013 | 2015 | 2017 | 2019 | 2020 | 2022 |